# 삼방정계
삼방정계(三方晶系, Trigonal crystal system) 또는 마름모계(Rhombohedral lattice system)는 3개의 벡터로 결정 구조를 기술하는 7 결정계 중의 하나이다. 삼방정계는 세 개의 벡터의 길이가 모두 같고 각 축이 이루는 각이 모두 직각이 아닌 모양으로 정육면체를 대각선 방향으로 잡아늘린 형태를 하고 있다.
경우에 따라 육방정계에 포함되기도 한다.
삼방정계에는 '단순 삼방정계'의 1가지 브라베 격자만 있다.
아래는 국제 표기법과 쇤플리스 표기법으로 표현된 사방정계에 속하는 점군의 목록이다.
| 이름              | 국제 표기법                      | 쇤플리스 표기법 | 예                 |
| ----------------- | -------------------------------- | --------------- | ------------------ |
| 완면상 삼방정계   | {\displaystyle {\overline {3}}m} | D3d             | 방해석             |
| 이극상 삼방정계   | {\displaystyle 3m}               | C3v             | 전기석(토르말린)   |
| 사반면상 삼방정계 | {\displaystyle {\overline {3}}}  | S6              | 백운석(돌로마이트) |
| 편형 삼방정계     | 32                               | D3              | 석영, 주사         |
| 사반면상 삼방정계 | 3                                | C3              |                    |

## 같이 보기
- 결정계
- 브라베 격자
- 결정학적 점군
- 공간군